# Ti (flauta)
Un ti fou un tipus arcaic de flauta travessera que es desenvolupà sobretot a la Xina durant la dinastia Zhou. Va tenir un nombre creixent de forats, un dels quals es tapava amb una fina fibra vegetal que vibrava en vibrar la columna d'aire i modificava el timbre de l'instrument. Va assolir el seu desenvolupament màxim durant la dinastia Ming.